# Крапчатая рыба-кабан
Крапчатая рыба-кабан (лат. Paristiopterus gallipavo) — вид лучепёрых рыб из семейства вепревых (Pentacerotidae). Распространены в юго-восточной части Индийского океана у берегов Австралии. Максимальная длина тела 100 см.

## Описание
Тело сжато с боков, умеренно высокое, покрыто ктеноидной чешуёй. Высота тела составляет 31—55 % от стандартной длины тела. У крупных взрослых особей голова покрыта панцирем из грубых выступающих бороздчатых костей с мясистым покрытием. Рыло вытянуто. У молоди затылок без костного бугорка. Зубы на челюстях  расположены полосками, отсутствуют на нёбе и сошнике. В спинном плавнике 7—8 колючих и 16—18 мягких лучей. У крупных особей несколько последних колючих лучей выходят далеко за пределы межлучевых мембран. В анальном плавнике 3 колючих и 9—10 мягких лучей. Основание анального плавника короткое, край плавника прямой. В грудных плавниках 16—18 мягких лучей. В боковой линии 72—76 чешуй.
Тело жемчужно-серого цвета с желтоватыми или коричневатыми пятнами на голове, затылке и по обе стороны от основания спинного плавника; остальные части тела с более мелкими коричневатыми точками. По средней части тела проходят две нечёткие косые тёмные полосы. Грудные плавники без отметин. Остальные плавники с коричневатыми точками или пятнами, на хвостовом плавнике пятна образуют полумесяц.
Максимальная длина тела 100 см.

## Ареал и места обитания
Распространены в умеренных водах юго-восточной части Индийского океана у берегов Австралии от Карнарвона в Западной Австралии до залива  Сент-Винсент и острова Кенгуру (Южная Австралия). Обитают на континентальном шельфе на глубине от 8 до 260 м.